# 法尚
法尚（法語：Fâchin，法語發音：[faʃɛ̃]）是法国涅夫勒省的一个市镇，属于希农堡（城）区。

## 地理
法尚（47°0'20"N, 3°58'4"E）面积13.88 平方千米，位于法国勃艮第-弗朗什-孔泰大區涅夫勒省，该省份为法国中部省份，北至约讷省，西北接卢瓦雷省，西接谢尔省，南至阿列省，东南接索恩-卢瓦尔省，东临科多尔省。
与法尚接壤的市镇（或旧市镇、城区）包括：阿尔勒夫、希农堡（乡）、格吕昂格莱讷、圣莱热德富日雷、维拉普松。

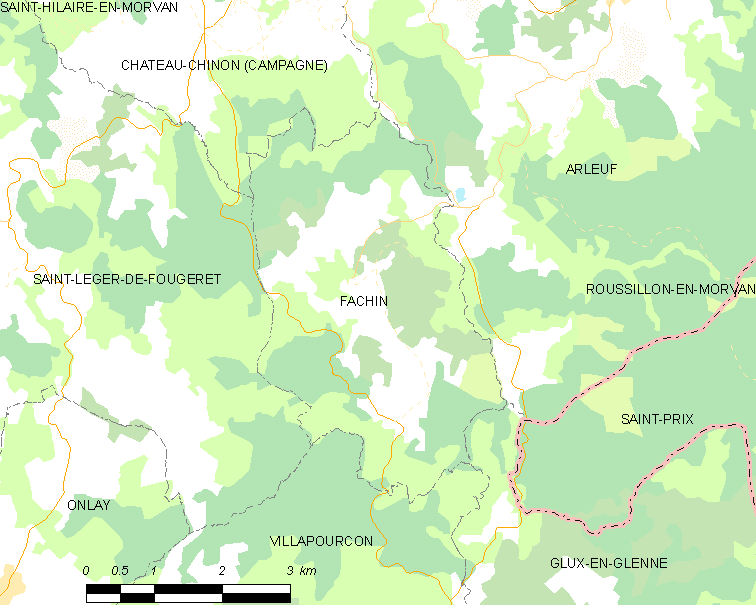
法尚的OSM定位图

法尚的时区为UTC+01:00、UTC+02:00（夏令时）。

## 行政
法尚的邮政编码为58430，INSEE市镇编码为58111。

## 政治
法尚所属的省级选区为希农堡县。

## 人口

1962-2008年间法尚人口变化图示

法尚于2022年1月1日时的人口数量为105人。